# Staljinizam
Staljinizam je politički režim u Sovjetskom Savezu za vrijeme vladavine Josifa Visarionoviča Staljina. Staljinizam uključuje opsežnu upotrebu propagande da se uspostavi kult ličnosti oko apsolutnog diktatora, kao i upotreba tajne policije za smirivanje nereda i nezadovoljstava.
Izraz "Staljinizam" je skovao Lazar Kaganovič i sam Staljin ga nikad nije koristio. Staljin je sebe opisivao kao marksista i lenjinista.
Poput mnogih drugih ideologija koje završavaju na "-izam", i staljinizam može biti korišten kao pogrdni izraz za nacionalne države, političke stranke ili političke ideologije, kao i za pojedince, komuniste ili nekomuniste, koji su izrazito za diktaturu.

## Politika staljinizma
Izraz staljinizam više određuje stil vladanja nego ideologiju. Iako je općeprihvaćeno mišljenje da je staljinizam zapravo komunizam, on u stvarnosti nije imao veze s Marxovim komunizmom, nego je bio boljševizam. Marxov komunizam je bio ideja savršenog, besklasnog društva potpune jednakosti ljudi, u kojem ne postoji privatno vlasništvo nego zajedničko, društveno vlasništvo. Staljinizam ni po čemu nije bio niti savršen, niti je postojala jednakost, a privatno vlasništvo nije zamijenjeno zajedničkim vlasništvom nego je država sve nacionalizirala, tj. stavila pod svoju upravu. Donošene su tzv.petoljetke. To su bili petogodišnji planovi u kojima bi bilo određeno koliko bi se čega trebalo proizvesti u sljedećih 5 godina. Naravno, to je stvaralo poteškoće, jer je populacija rasla iz godine u godinu pa se situacija mijenjala, i zbog nepredviđenih okolnosti (ranija zima, loša žetva, rat itd.). To je dovelo do Gladomora, velikog pomora stanovništva zbog nedostatka hrane. Kada je Staljin dobio popis stanovništva 1937., ostao je zapanjen koliko je stanovnika SSSR-a poginulo od gladi te je naredio da se napravi novi popis koji bi prikazao povoljniji rezultat za državu.
Također, milijuni ljudi su ubijeni u gulazima, koncentracijskim logorima nalik onima u Hitlerovom Trećem Reichu.
Staljin je imao svu vlast u državi, tako da mu nije moglo biti suđeno za bilo kakav zločin. Zbog toga je često vršio čistke, tj. masovna ubojstva neistomišljenika.

## Ekonomska politika
Lenjin, Staljinov prethodnik, je uveo tzv. novu ekonomsku politiku, ali ju je Staljin napustio jer je smatrao da nije dovoljno učinkovita. Proveo je nasilnu industrijalizaciju da bi se mogao nositi s razvijenijim Zapadom.
Neki povjesničari tvrde da je "staljinizam bio potpuni uspjeh, ostvarivši svoju zadaću da brzo industrijalizira nerazvijenu državu". Ipak, Robert Conquest je tvrdio da je industrijalizacija mogla biti izvršena bez kolektivizacije i toliko mrtvih. Uspjesi su zapravo bili daleko manji nego što je Staljin tvrdio.

## Poslije Staljina
Nakon Staljinove smrti, njegov nasljednik Nikita Hruščov je osudio i napustio Staljinovu politiku i kult ličnosti. Započeo je proces destaljinizacije.
Staljinizam se održao jedino u Sjevernoj Koreji pod Kim Il-sungom i u Kini pod Mao Ce Tungom. U Kini se razvio maoizam koji je jako nalikovao staljinizmu i zbog toga je došlo do narušavanja odnosa između SSSR-a i Kine.
Mnogi povjesničari Staljina uspoređuju s Ivanom IV. Groznim zbog ubijanja politčkih neprijatelja i zastrašivanja stanovništva, te s Petrom Velikim zbog pokušaja da se dostignu zapadne zemlje. 